# فلیچه براردو
فلیچه براردو (به ایتالیایی: Felice Berardo) بازیکن فوتبال و اهل ایتالیا است که از سال ۱۹۱۱ میلادی عضو تیم ملی فوتبال ایتالیا بوده و در ۱۴ بازی ملی حضور داشته‌است. او در بازی‌های ملی‌اش ۲ گل به ثمر رساند.
فلیچه براردو آخرین بازی ملی خود را در سال ۱۹۲۰ میلادی انجام داد.